# Cantalupo (Varazze)
Cantalupo è una frazione del comune di Varazze, in provincia di Savona.

## Geografia fisica

### Territorio
La frazione è situata a nord del centro di Varazze, su un'altura sovrastante il quartiere di San Nazario, oltre il viadotto dell'autostrada A10. Cantalupo è attraversato dal torrente Teiro. Nei pressi della frazione si trova la stazione meteorologica di Varazze.

## Storia
Nel Settecento la signoria di Cantalupo era protettorato della Repubblica di Genova, sotto la giurisdizione dei marchesi Botta Adorno. Il 1º marzo 1907, nasce la Società operaia cattolica San Giovanni Battista, che dette nuovo impulso all'economia della frazione, fino ad allora prevalentemente agricola, che si spostò nel settore dell'artigianato e del turismo.

## Monumenti d'interesse
- Chiesa di San Giovanni Battista, chiesa parrocchiale della frazione, decorata con motivi liberty.
- Chiesa di San Donato, chiesa più antica di Varazze, situata sopra un'altura in un'ansa del torrente Teiro.
- Cappella della Crocetta, edificata nel 1945-46 sul luogo ove si trovava un'edicola votiva distrutta dagli eventi bellici.

## Eventi
Ogni anno a Cantalupo, il 23 giugno, si festeggia con una processione il patrono San Giovanni Battista, mentre a gennaio si svolge la sagra dello stoccafisso con la rievocazione storica del tradizionale lancio dello stoccafisso. Entrambe le iniziative sono organizzate dalla Società operaia cattolica San Giovanni Battista, società con storiche radici nel territorio, che ha festeggiato nel 2007 i cento anni di attività.